# Lê Sáng

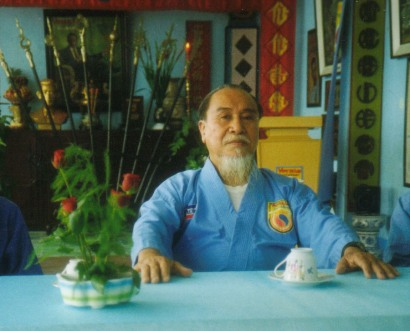
Großmeister Le Sang

Großmeister Lê Sáng (* Herbst 1920 bei Ha Noi, Vietnam; † 27. September 2010 in Ho-Chi-Minh-Stadt) war seit 1960 oberster Großmeister der vietnamesischen Kampfkunst Vovinam.
Le Sang wurde 1920 als Sohn von Le Van Hien (1887–1959) und dessen Frau Nguyen Thi Mui (1887–1993) geboren. Nach einer schweren Krankheit, die seine Fähigkeit zu gehen stark beeinträchtigte, empfahl ihm seine Mutter, eine Kampfkunst zu studieren, um seine Beine wieder zu stärken.
In Hanoi lernte er Vovinam bei Nguyen Loc. Bald unterrichtete Le Sang auch selbst und entwickelte gemeinsam mit Nguyen Loc Vovinam weiter.
1954 begleitete Le Sang Nguyen Loc nach Saigon und eröffnete dort eine Vovinam-Klasse. Später eröffnete er weitere Schulen und unterrichtete die höhergraduierten Trainer. 1960 übergab Nguyen Loc die Pflege und Weiterentwicklung des Vovinam an Le Sang.